# Den fulländade mannen
Den fulländade mannen (engelska: The Perfect Specimen) är en amerikansk långfilm från 1937 i regi av Michael Curtiz, med Errol Flynn, Joan Blondell, Hugh Herbert och Edward Everett Horton i rollerna.

## Rollista
| Errol Flynn           | – Gerald Beresford Wicks |
| Joan Blondell         | – Mona Carter            |
| Hugh Herbert          | – Killigrew Shaw         |
| Edward Everett Horton | – Mr. Grattan            |
| Dick Foran            | – Jink Carter            |
| Beverly Roberts       | – Alicia Brackett        |
| May Robson            | – Mrs. Leona Wicks       |
| Allen Jenkins         | – Pinky                  |
| Dennie Moore          | – Clarabelle             |
| Hugh O'Connell        | – Hotel Clerk            |
| James Burke           | – Constable Snodgrass    |
| Granville Bates       | – Hooker - Garage Owner  |
| Harry Davenport       | – Carl Carter            |